# Tu te reconnaîtras
Chansons représentant le Luxembourg au Concours Eurovision de la chanson
Après toi
(1972) Bye Bye I Love You
(1974)
Chansons ayant remporté le Concours Eurovision de la chanson
 Après toi
(1972)  Waterloo
(1974)
Tu te reconnaîtras est la chanson gagnante du Concours Eurovision de la chanson 1973, interprétée par la chanteuse française Anne-Marie David, qui représentait cette année le Luxembourg et marque ainsi la quatrième victoire du Luxembourg, marquant un doublé après la troisième victoire du pays l'année d'avant. Ce fut la troisième fois consécutive que la chanson gagnante à l'Eurovision est chantée en français.
David a également enregistré la chanson en allemand sous le titre de Du bist da (« Tu es là »), en anglais sous le titre de Wonderful Dream (« Merveilleux rêve »), en espagnol sous le titre Te reconocerás (« Tu te reconnaîtras ») et en italien dans deux versions entièrement différentes sous les titres Il letto del re (« Le Lit du Roi ») et Non si vive di paura (« On ne peut vivre par la peur »).

## À l'Eurovision
Elle est intégralement interprétée en français, une des langues nationales du Luxembourg, le choix de langue étant toutefois libre entre 1973 et 1976. L'orchestre est dirigé par Pierre Cao.
Il s'agit de la onzième chanson interprétée lors de la soirée, après Massimo Ranieri qui représentait l'Italie avec Chi sarà con te et avant Nova qui représentait la Suède avec You're Summer. À l'issue du vote, elle a obtenu 129 points, se classant 1re sur 17 chansons,.
La chanson Eres tú de Mocedades représentant l'Espagne a terminé deuxième et Power to All Our Friends de Cliff Richard représentant le Royaume-Uni a terminé troisième, les deux chansons ont par la suite également obtenu un grand succès — Eres tú est même devenue un succès mondial — et sont aujourd'hui à la fois largement considérés des classiques de l'Eurovision. Le vote était aussi très serré, le Luxembourg a gagné avec 129 points, l'Espagne terminant seulement quatre points derrière avec 125 points et Cliff Richard juste derrière avec 123 points, soit deux points en moins.
Anne-Marie David est l'un des rares gagnants de l'Eurovision à retourner au concours, en 1979, elle a représenté sa France natale en chantant la chanson Je suis l'enfant-soleil à Jérusalem et a terminé à la troisième place après Hallelujah d'Israël et Su canción (en) de l'Espagne. Anne-Marie David a également été l'une des artistes participant à l'émission spéciale Congratulations : 50 ans du Concours Eurovision de la chanson en octobre 2005.

## Classements
| Classement (1973)                       | Meilleure position |
| --------------------------------------- | ------------------ |
| Allemagne (Media Control AG)            | 36                 |
| Allemagne (Media Control AG)            | 40                 |
| Belgique (Flandre Ultratop 50 Singles)  | 6                  |
| Belgique (Wallonie Ultratop 50 Singles) | 1                  |
| France (IFOP)                           | 2                  |
| Norvège (VG-lista)                      | 2                  |
| Pays-Bas (Nederlandse Top 40)           | 3                  |
| Pays-Bas (Single Top 100)               | 2                  |
| Royaume-Uni (UK Singles Chart)          | 13                 |
| Suisse (Schweizer Hitparade)            | 6                  |

| Classement (1973)             | Meilleure position |
| ----------------------------- | ------------------ |
| Belgique (Flandre Ultratop)   | 58                 |
| France (IFOP)                 | 43                 |
| Pays-Bas (Nederlandse Top 40) | 75                 |
| Pays-Bas (Single Top 100)     | 66                 |

## Reprises
En 1973, la chanteuse pop turque Nilüfer Yumlu a sorti une version en turc de la chanson, intitulée Göreceksin Kendini (« Vous verrez vous-même »). La chanson est devenue un grand succès dans le monde de la musique pop turque.
La chanteuse flamande Wendy Van Wanten a enregistré une version en langue néerlandaise sous le titre Vuur en vlam (« Feu et flamme » ). La chanson se trouve sur l'album Blijf nog één nacht.